# مارو استودیوز
مارو استودیوز (انگلیسی: Marv Studios) شرکت رسانه‌ای بریتانیایی است، که در سال ۱۹۹۷ توسط متیو وان تأسیس شد.